# Kalvarijų-Markt

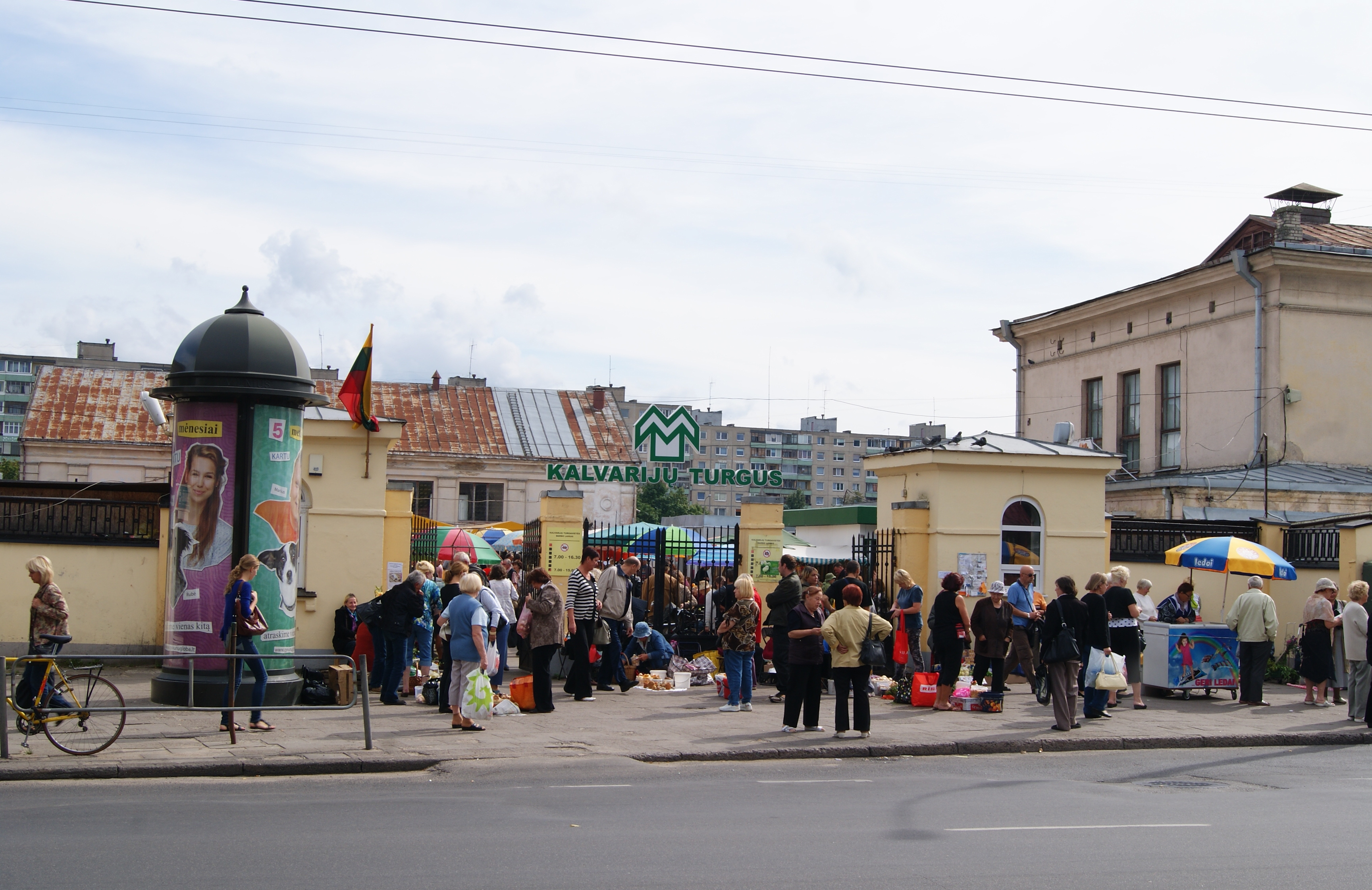
Kalvarijų-Markt

Kalvarijų-Markt (lit. Kalvarijų turgus) ist ein Markt in der litauischen Hauptstadt Vilnius im Stadtteil Šnipiškės zwischen den Straßen H. Manto, Kalvarijų, Rinktinės und Turgaus gatvė.

## Geschichte
Der Kalvarijų-Markt wurde  im 20. Jahrhundert gegründet und wird jetzt vom litauischen Unternehmen UAB „KTVG“ verwaltet. 2010 wurde der Fische-Pavillon „Okeanas“ errichtet. 2013 gab es 800 Handelsplätze, 2017 sind insgesamt 1.350 Handelsplätze geplant.
Von 2013 bis 2017 investiert die UAB „KTVG“ etwa 7 Mio. Euro laut dem 25-Jahre-Mietvertrag mit der Verwaltung der Stadtgemeinde Vilnius. 2016 wurden 4 neue Handelspavillons gebaut und die Fläche von 500 m² rekonstruiert. Der Parkplatz hat Platz für 160 Autos.